# Liste der Wappen im Landkreis Erlangen-Höchstadt
Die Liste der Wappen im Landkreis Erlangen-Höchstadt zeigt die Wappen der Gemeinden im bayerischen Landkreis Erlangen-Höchstadt.

## Landkreis Erlangen-Höchstadt

Landkreis Erlangen-Höchstadt Gespalten; vorne in Gold ein linksgewandter, mit einer silbernen Schräglinksleiste überdeckter, rot bewehrter schwarzer Löwe; hinter in Blau mit von Rot und Silber gestücktem Bord, ein halbes goldenes Wasserschöpfrad.
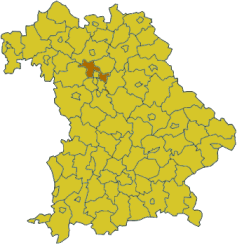
Lage des Landkreises Erlangen-Höchstadt in Bayern
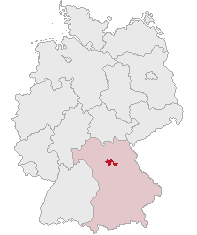
Lage des Landkreises Erlangen-Höchstadt in Deutschland
Landkreis Erlangen (–1972) In Gold mit von Rot und Silber gestücktem Bord ein blaues Wasserschöpfrad mit sechs Eimern.
Landkreis Höchstadt a.d.Aisch (–1972) Gespalten von Gold und Schwarz; vorne ein linksgewendeter, mit einer silbernen Schräglinksleiste überdeckter, rot bewehrter schwarzer Löwe; hinten auf silbernem Boden ein goldenes Einhorn, das hinter einem silbernen Nadelbaum hervorspringt.[1]

## Wappen der Städte, Märkte und Gemeinden

Gemeinde Adelsdorf Über blauem Schildfuß, darin ein waagrechter silberner Karpfen, gespalten von Rot und Gold; vorne ein schräglinks gestellter silberner Schlüssel, hinten ein steigender schwarzer Biber mit roter Zunge und silbern geschupptem Schwanz.
Gemeinde Aurachtal Über von Silber und Schwarz geviertem Wellenschildfuß in Grün unter einem silbernen Falkenkopf zwei schräg gekreuzte goldene Schlüssel.
Stadt Baiersdorf Gespalten; vorne geviert von Silber und Schwarz; hinten auf grünem Boden stehend ein grün gekleideter Geleitsmann mit schwarzem Gürtel, Hut und schwarzen Stiefeln, der in ein goldenes Horn bläst und in der Linken einen goldenen Spieß hält.
Gemeinde Bubenreuth Schräg links geteilt durch einen mit goldenen Eichenranken belegten schwarzen Balken; oben in Silber eine rote Geige mit schwarzem Griffbrett und schwarzem Saitenhalter, unten in Silber ein schwarzer Pflug.
Gemeinde Buckenhof Unter blauem Schildhaupt gespalten von Rot und Grün, im Ganzen auf den Teilungen belegt mit einem goldenen Kronenkreuz; vorne ein einspringender, schwarz gefüllter silberner Seitensparren, hinten ein silberner Nadelbaum.
Markt Eckental In Gold ein mit einem senkrechten silbernen Fisch belegter roter Pfahl, überdeckt von einem gesenkten blauen Wellenbalken; vorne ein steigender, rot gekrönter und bewehrter schwarzer Löwe; hinten ein schwarzer Steinbock.
Gemeinde Gremsdorf Gespalten von Silber und Blau, vorne ein linksgewendeter roter Flügel mit daraus wachsendem Arm, der ein rotes Balkenkreuz emporhält, hinten ein halbes silbernes Mühlrad am Spalt.
Gemeinde Großenseebach Über silbernem Schildfuß, darin ein schräger blauer Wellenbalken, gespalten von Gold und Rot; vorne ein linksgewendeter rotbewehrter schwarzer Löwe, der von einer silbernen Schräglinksleiste überdeckt ist, hinten eine silberne Föhre.
Gemeinde Hemhofen In Silber auf goldenem Dreiberg ein unbekleideter Mohr, im linken oberen Eck in rotem Schildchen eine silberne Saufeder.
Markt Heroldsberg In Blau zwischen drei zwei zu eins gestellten, silbernen Sternen ein herschauender, rot gezungter goldener Löwenkopf.
Stadt Herzogenaurach In Gold ein mit einer silbernen Schrägleiste überdeckter, rot bewehrter schwarzer Löwe.
Gemeinde Heßdorf Geteilt, oben in Gold ein wachsender, mit einer silbernen Schrägleiste überdeckter, rot bewehrter schwarzer Löwe; unten gespalten, vorne in Rot eine wachsende silberne Speerspitze, hinten fünfmal schräg geteilt von Schwarz und Gold.
Stadt Höchstadt a.d.Aisch In Silber eine rote Zinnenmauer, belegt mit einem gelehnten silbernen Schild, darin eine rote Fischangel; über der Mauer ein zinnengekrönter roter Rundturm mit goldener Rundbogennische, darin eine mit einer silbernen Schrägleiste überdeckter, rot bewehrter schwarzer Löwe.
Gemeinde Kalchreuth Geviert; 1: In Rot ein schräggestürzter, schwarzgefüllter, silberner Sparren; 2: in Silber ein rot gekrönter und bewehrter schwarzer Löwe; 3: in Silber ein schwarzes Andreaskreuz; 4: in Rot eine silberne Kirschblüte mit grünen Kelchblättern.
Markt Lonnerstadt In Rot eine gestielte goldene Hopfendolde.
Gemeinde Marloffstein Unter im Zinnenschnitt von Schwarz und Silber geteiltem Schildhaupt gespalten; vorne in Rot ein goldener Löwe, hinten fünfmal schräg geteilt von Schwarz und Gold.
Gemeinde Möhrendorf Über von Silber und Schwarz geviertem Wellenschildfuß in Rot ein sechsspeichiges silbernes Wasserschöpfrad mit sechs goldenen Eimern (Kümpfen).
Markt Mühlhausen Schräg geteilt von Silber und Rot, oben ein schwarzer Bärenrumpf mit roter Zunge, unten ein schräg gestellten, halbes silbernes Mühlrad.
Gemeinde Oberreichenbach Über von Silber und Schwarz geviertem Schildfuß gespalten von Rot und Gold, vorne der Rumpf einer linksgewendeten silbernen Hindin, die von einem goldenen Pfeil durchbohrt ist, hinten ein rot bewehrter von einer silbernen Schrägleiste überdeckter schwarzer Löwe.
Gemeinde Röttenbach Über gekürzter und eingeschweifter blauer Spitze, darin ein goldener Karpfen, gespalten, vorne in Silber ein rotes Mauritiuskreuz, hinten in Silber ein mit zwei roten Balken belegter, aus dem Schildrand hervorbrechender, golden bewehrter und golden gekrönter blauer Löwe.
Gemeinde Spardorf Gespalten von Silber und Rot, am Spalt überdeckt von einem von Schwarz und Silber gespaltenen Dachziegel, vorne ein schwarzes Deichselkreuz, hinten eine silberne Hirschstange mit aufgesteckter silberner Lilie.
Gemeinde Uttenreuth Über goldenem Wellenschildfuß, darin ein unterhalbes schwarzes Mühlrad, in Rot zwei schräg gekreuzte goldene Reuten, überdeckt von einer silbernen heraldischen Lilie, rechts und links beseitet von einem goldenen Stern.
Markt Vestenbergsgreuth Geteilt von Grün und Gold; oben ein silberner Balken, unten ein rot gefütterter schwarzer Holzschuh.
Markt Wachenroth In Blau eine durchgehende silberne Zinnenmauer, belegt mit einem goldenen Schildchen, darin ein mit einer silbernen Schrägleiste überdeckter, rot bewehrter schwarzer Löwe; über ihm wachsend ein rot gekleideter Wächter, der in ein silbernes Horn stößt, auf dem Kopf einen roten Spitzhut mit silbernem Stulp; im grünen Schildfuß ein silberner Wellenbalken, darin zwei zugewendete rote Krebse.
Markt Weisendorf Gespalten von Gold und Blau; vorne ein linksgewendeter, mit einer silbernen Schräglinksleiste überdeckter, rot bewehrter schwarzer Löwe; hinten aus grünem Dreiberg wachsend eine grüne Staude mit drei goldenen Ringelblumen.

## Ehemalige Gemeinden mit eigenem Wappen

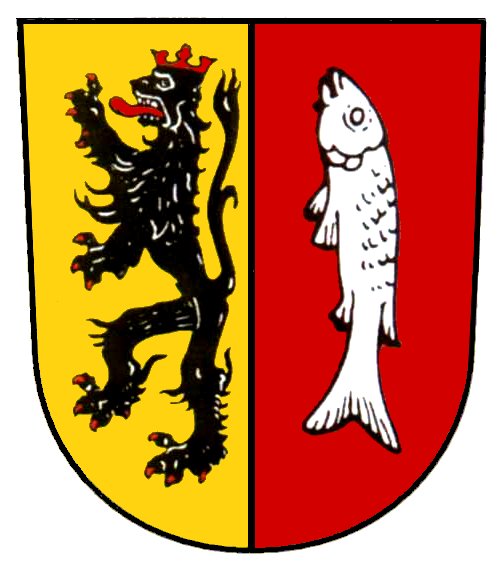
Markt Eschenau Gespalten von Gold und Rot; vorne ein rot gekrönter und rot bewehrter schwarzer Löwe, hinten ein aufrecht stehender silberner Fisch.
Gemeinde Forth